# Poena cullei
Poena cullei (з лат. «страта в мішку») — кваліфікований вид смертної кари, відомий римському кримінальному праву.

## Poena cullei в Римській державі
Полягала в зашиванні страчуваного в шкіряний мішок разом з живою змією, мавпою, півнем і собакою з подальшим втопленням мішка у водоймі.
Застосовувалася за вбивство родичів, перш за все — батька (parricidium).
Носила сакрально-символічний характер, оскільки злочинець, що піддавався poena cullei, уподібнювався відповідним тваринам.
За свідченням Цицерона, такому ж покаранню піддавалися і святотатці («Хто вкраде або викраде предмет священний або довірений священній охороні, нехай буде»).
З прийняттям християнства Римської імперією дана кара не зникла. Так, вона була підтверджена законами Костянтина Великого, хоча останній поширив цю кару і на дітовбивць.
Poena cullei зберігалася і в Візантії, зокрема, вона передбачається Зводом Юстиніана (Dig. 48.9.9; Inst. 4.18.6).

## Середньовічна рецепція
Під впливом рецепції римського права в Середні століття була засвоєна (у трохи видозміненому вигляді) у ряді європейських країн.
Так, у французькому зводі звичаєвого права «Livres de jostice et de plet» (1260 р.), створеному на основі Дигест Юстиніана, говориться про «кари в мішку» з півнем, собакою і змією (мавпа не згадана, мабуть, з причин рідкості цієї тварини для середньовічної Європи).
Трохи пізніше кара, заснована на poena cullei, з'явилася і в Німеччині, де застосовувалася у вигляді повішення злочинця (злодія) догори ногами (іноді підвішування здійснювалося за одну ногу) разом (на одній шибениці) з собакою (або двома собаками, повішеними праворуч і ліворуч від страчуваного). Дана страту отримала назву «єврейської страти», оскільки з часом стала застосовуватися виключно до злочинців-євреїв (до християн застосовувалася в рідкісних випадках у XVI—XVII ст.).

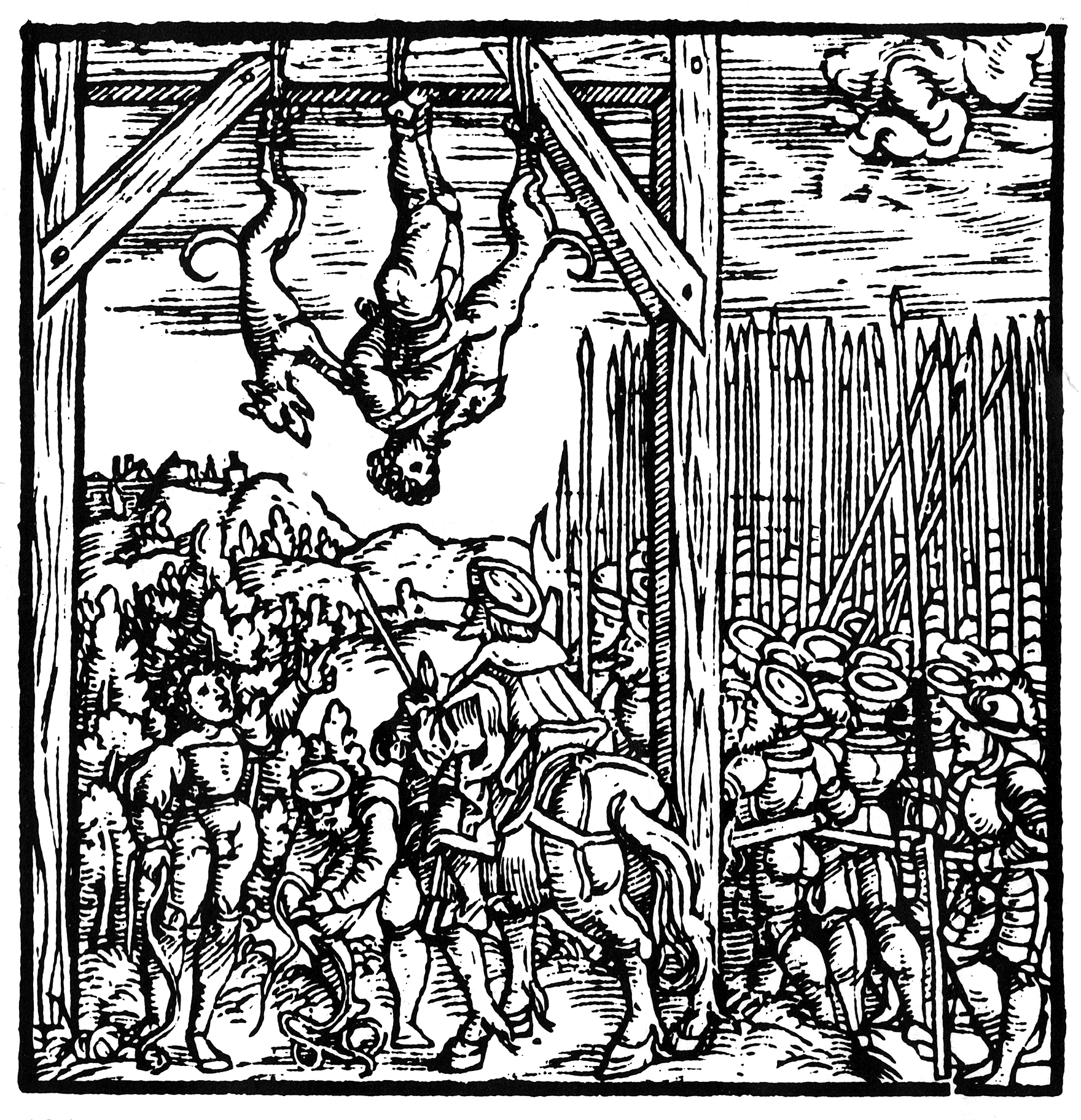
«Єврейська страта». Середньовічна мініатюра.

«Єврейська страта» застосовувалася в Німеччині аж до Нового часу. При цьому єврей, засуджений до даного виду покарання, міг його уникнути, прийнявши християнство. У такому випадку його або милували, або замінювали болісну «єврейську страту» відрубуванням голови.
Середньовічні глосатори, коментуючи відповідні положення римського права, так пояснювали символізм poena cullei:
- Собака означає, що злочинець не ставився з належною повагою до своїх батьків (оскільки собака буває сліпим перші дев'ять днів свого життя);
- Півень означає сам злочин;
- Змія означає горе батьків страчуваного;
- Мавпа символізує самого злочинця (зовнішню схожість з людиною, але відсутність права називатися людиною в силу жахливості вчиненого злочину).

Собака набував додаткове символічне значення саме в контексті «єврейської страти», оскільки як в юдейській, так і в християнській традиціях собака розглядався як нечиста тварина, що уособлювала гріх заздрості. Крім того, собака (поряд з ослом, кішкою, свинею та деякими іншими тваринами) включався середньовічними теологами в т. зв. «Диявольський бестіарій», тобто перелік живих істот, які є помічниками Диявола в земному світі.